# Сорокін Віталій Іванович
Сорокін Віталій Іванович (8 грудня 1935 — 1995) — радянський плавець.
Призер Олімпійських Ігор 1956 року, учасник 1960 року.